# Morujo
Morujo (llamada oficialmente San Vicente de Moruxo) es una parroquia y aldea española del municipio de Bergondo, en la provincia de La Coruña, Galicia.

## Entidades de población
Entidades de población que forman parte de la parroquia:
- A Pedrosa
- Fiobre
- Moruxo
- Pasaje del Pedrido (A Pasaxe do Pedrido)

## Demografía

### Parroquia
| Gráfica de evolución demográfica de Morujo (parroquia) entre 2000 y 2018 |
|                                                                          |
| Datos según el nomenclátor publicado por el INE.                         |

### Aldea
| Gráfica de evolución demográfica de Moruxo (aldea) entre 2000 y 2018 |
|                                                                      |
| Datos según el nomenclátor publicado por el INE.                     |